# غلين كوان
غلين كوان (بالإنجليزية: Glenn Cowan)‏ هو لاعب تنس الطاولة أمريكي، ولد في 25 أغسطس 1952، وتوفي في 6 أبريل 2004 بسبب نوبة قلبية.